# 永基站
永基站位于广东省肇庆市鼎湖区永基村，是广茂铁路线上的一座四等站，于1989年投入使用。离广州站81公里，距茂名站278公里，隶属广州铁路集团三茂铁路股份有限公司管辖。现客运不办理旅客乘降及行李、包裹托运；不办理货运营业。目前只作为会让站使用。